# Kathrin Aehnlich
Kathrin Aehnlich (* 9. Oktober 1957 in Leipzig) ist eine deutsche Schriftstellerin. Sie schreibt Erzählungen, Hörspiele, Hörfunkfeatures und dreht Dokumentarfilme.

## Leben
Kathrin Aehnlich studierte zunächst an der Ingenieurschule für Bauwesen Leipzig und arbeitete drei Jahre in einem Baubetrieb, bevor sie von 1985 bis 1988 ein Studium am Institut für Literatur „Johannes R. Becher“ in Leipzig absolvierte. Ihr Mentor war Gerhard Rothbauer. Danach arbeitete sie als Redakteurin für die unabhängige Wochenzeitung Die andere Zeitung und seit 1992 beim Mitteldeutschen Rundfunk in der Feature-Redaktion des MDR.
Ihr Roman Alle sterben, auch die Löffelstöre war Pflichtlektüre für die Abschlussprüfung 2009 an baden-württembergischen Realschulen.
Kathrin Aehnlich lebt in Markkleeberg und hat eine Tochter. Sie gehört dem PEN-Zentrum Deutschland an.

## Werke
Bücher
- Der König von Lindewitz. Antje Kunstmann Verlag, München 2024, ISBN 978-3-95614-583-4
- Wie Frau Krause die DDR erfand. Antje Kunstmann Verlag, München 2019, ISBN 978-3-95614-316-8
- Wenn die Wale an Land gehen. Antje Kunstmann Verlag, München 2013, ISBN 978-3-88897-859-3.
- Rom New York Markkleeberg – vom Unterwegssein. Arche Literatur Verlag, Zürich 2011, ISBN 978-3-7160-2657-1.
- Geburtstagsfeier. In: Die Mauer ist weg. Ein Lesebuch (= Reihe Edition chrismon.). Hansisches Druck- und Verlags-Haus, Frankfurt am Main 2009, ISBN 978-3-938704-84-4, S. 27–35.
- Frauen in der DDR. In: DDR. Ein fernes Land 1949-1990 (Fotoband). Bucher, München 2009, ISBN 978-3-7658-1620-8.
- Alle sterben, auch die Löffelstöre. Arche, Zürich/Hamburg 2007, ISBN 978-3-7160-2366-2.
- Tante Bärbels Befreiung. In: Das Westpaket. Geschenksendung, keine Handelsware. Ch. Links Verlag, Berlin 2001, ISBN 3-86153-221-2, S. 181–192.
- Wenn ich groß bin, flieg ich zu den Sternen. Kiepenheuer, Leipzig 1998, ISBN 3-492-25460-8.
- Traumzeit. Robert und das kleine Gespenst. Postreiter-Verlag, Halle an der Saale 1988, ISBN 3-7421-0226-5.

Hörbuch
- Das Geheimnis der Weihnachtsstolle. Arche Literatur Verlag, Zürich/Hamburg 2007, ISBN 978-3-7160-3364-7.

DVD
- Blauhemd – Bluejeans – Beatmusik. Jugend und Musik in der DDR. (Co-Autor André Meier), Filmlänge 135 Minuten, Icestrom 2008

Hörspiele
- Hase Dreiläufer. Kinderhörspiel nach Gerhardt Holz-Baumert, Produktion Radio DDR 1985
- Verwunschen. Kinderhörspiel, Produktion Radio DDR 1986
- Zimmer 19. Jugendhörspiel, Co-Autor Ulrich Kiehl, Produktion Radio DDR 1988

Hörfunkfeatures
- Wie ein Paradies – Endstation Arbeitsbeschaffungsmaßnahme. Produktion MDR 1996
- Sozialstation – Der Arbeitstag einer Gemeindeschwester. Co-Autor Ulrich Griebel, Produktion MDR 1994
- Pinguin mit Saxophon – Rock'n roll an einem Magdeburger Gymnasium. Produktion MDR 1994
- Kein Sonntag ohne Klöße – Ein Blick in Thüringer Kochtöpfe. Co-Autor Ulf Köhler, Produktion MDR 1994
- Den Fuß bis an die Grenze setzen – Eine DDR-Geschichtslehrerin kämpft. Co-Autor Ulrich Kiehl, Produktion MDR 1993
- Die Kirche starb stolz – Die Probsteigemeinde erinnert sich an die Sprengung der Universitätskirche. Produktion MDR 1992
- Geld und Gedichte – DDR-Schriftsteller nach der Wende. Co-Autor Holger Jackisch, Produktion MDR 1992
- 2005: Der „Leipziger Beataufstand“ – Regie: Andreas Meinetsberger (MDR)
- 2015: Käthe Kollwitz – Letzte Tage in Moritzburg – Regie: Wolfgang Bauernfeind (MDR)